# Black Isle
Black Isle (gael. An t-Eilean Dubh) – półwysep w północno-wschodniej Szkocji, w jednostce administracyjnej Highland, otoczony przez zatoki Cromarty Firth na północy, Moray Firth na wschodzie i Beauly Firth na południu. Na półwyspie położone są miasta Cromarty i Fortrose.
Półwysep jest nizinny, najwyższy szczyt – Mount Eagle – wznosi się 256 m n.p.m. Znaczna część półwyspu zajęta jest przez pola uprawne; występujące tu gleby cechują się dużą żyznością. Środkowa część półwyspu jest zalesiona.